# Estadio Mohammed V
El Estadio Mohammed V  (en árabe: مركب محمد الخامس; en francés: Stade Mohammed V) es un estadio de fútbol ubicado en la ciudad de Casablanca, Marruecos, parte de un gran complejo deportivo situado en el corazón de la ciudad, en la parte occidental del distrito de Maarif. Fue inaugurado el 6 de marzo de 1955 y llegó a tener capacidad para albergar a 90 000 espectadores a fines de la década de 1970, pero su aforo se ha ido reduciendo producto de producto de diversas remodelaciones, contando desde 2016 con una capacidad de 65 000 espectadores.
En el estadio disputa, a menudo, sus partidos la selección marroquí de fútbol y es igualmente conocido por ser el estadio del Raja Casablanca y Wydad Casablanca, los dos grandes clubes del fútbol en Marruecos. El estadio recibe su nombre del monarca Mohammed V de Marruecos.

## Historia
El estadio fue inaugurado el 6 de marzo de 1955, bajo el nombre de «Stade Marcel Cerdan», contando inicialmente con una capacidad de 30 000 espectadores. Un año más tarde, después de la independencia de Marruecos, que tomó el nombre de «Stade d'Honneur».
A finales de la década de 1970, en preparación para los Juegos del Mediterráneo 1983 que se celebraron en Casablanca, el estadio estaba cerrado por una renovación importante, con un aumento de la capacidad de asientos hasta los 90 000 espectadores, la instalación del panel electrónico, y la construcción del gimnasio y cubiertos piscina alrededor del estadio, que reabrió sus puertas en 1981 bajo su nombre actual, Stade Mohammed V, y con una capacidad de 80 000 espectadores.

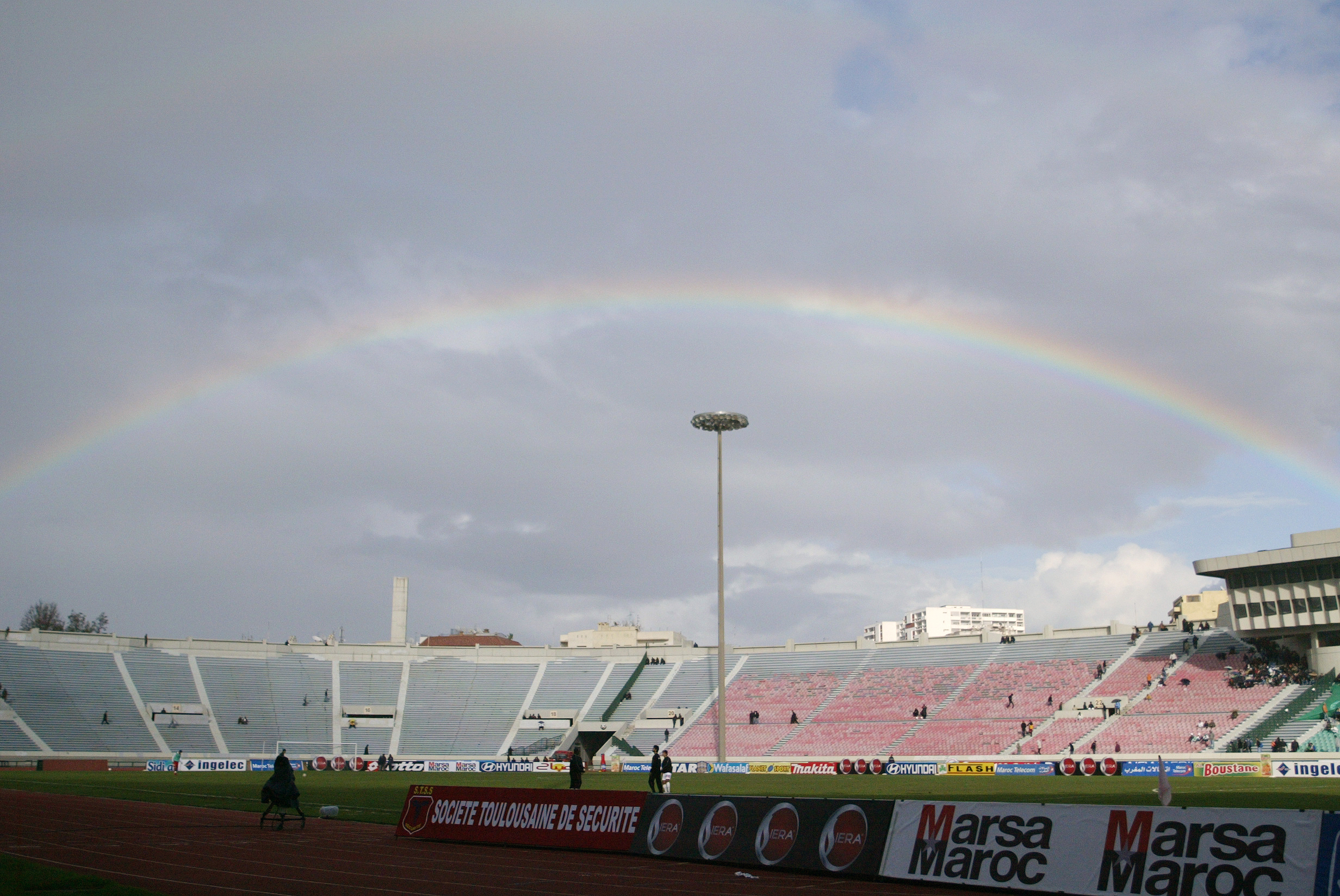
El Stade Mohammed V.

En 2000, el estadio fue renovado por segunda vez debido a la candidatura de Marruecos para organizar la Copa del Mundo 2010, se instalaron asientos de color verde y rojo en el estadio y se llevó a cabo la reducción de la capacidad de su tamaño a 67 000 espectadores con el fin de seguir acogiendo partidos de la FIFA. El 2016 recibió su última remodelación, la que redujo su capacidad a la actual de 45 000 espectadores.
En la actualidad, el complejo tiene el mismo estadio, un gimnasio cubierto con una capacidad de 12 000 espectadores, una piscina de tamaño olímpico, un centro de medios de 650 m2, una sala de conferencias, una sala de reuniones, un centro de atención y un centro de lucha contra el dopaje.
El estadio Mohammed V está situado en el centro de la ciudad de Casablanca, el aeropuerto internacional de Casablanca se encuentra a 25 kilómetros del estadio, y la estación de ferrocarril Casa-Voyageurs se encuentra a 5 kilómetros del estadio, que dispone además de un estacionamiento de una capacidad de mil vehículos.
En la actualidad, está dotado de un césped semi-artificial.